# Nădălbești, Arad
Nădălbești este un sat în comuna Ignești din județul Arad, Crișana, România.

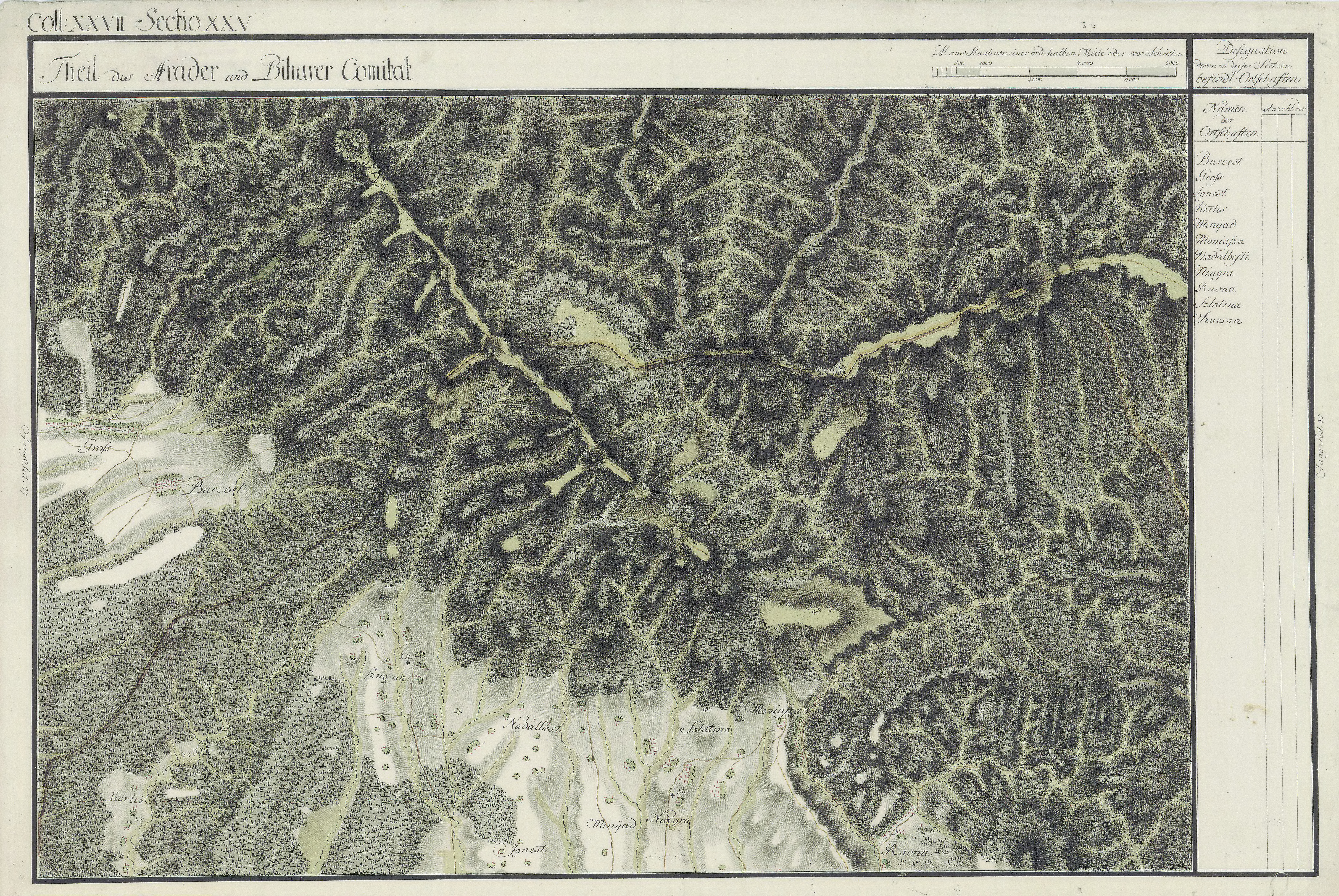
Nădălbești în Harta Iosefină a Comitatului Arad, 1782-85

## Vezi și
- Biserica de lemn din Nădălbești